# John Charles
William John Charles (CBE) (27. december 1931 - 21. februar 2004) var en walisisk fodboldspiller (midterforsvarer/angriber) og manager. Han regnes som en af de bedste spillere i Wales' historie.
Charles var en fremragende allround spiller, hvis evne til at dække både forsvars- og angrebspladser bragte ham til storklubber som Leeds United i England og Juventus og Roma i Italien. I sin tid hos Juventus var han med til at vinde hele tre Serie A-titler. Charles præsterede den højst sjældne bedrift aldrig at få et eneste gult eller rødt kort i løbet hele sin 26 år lange karriere.
Charles spillede desuden 38 kampe og scorede 15 mål for det walisiske landshold. Han var stjerne for landet, da det deltog ved VM i 1958 i Sverige, Wales' eneste VM-deltagelse nogensinde. Her spillede fire af holdets fem kampe i turneringen, men kunne grundet en skade ikke deltage i kvartfinalen, der blev tabt med 1-0 til turneringens senere vindere fra Brasilien.
Charles fungerede desuden i en årrække som manager, og var blandt i fire år spillende manager hos Hereford United. Han blev i 2001 adlet og tildelt Commander of the Order of the British Empire.

## Titler
Serie A
- 1958, 1960 og 1961 med Juventus

Coppa Italia
- 1959 og 1960 med Juventus